# 대우 레간자
대우 레간자(Daewoo Leganza)는 대우자동차(현 한국GM)의 중형 세단이다.

## 1세대(V100)

### 레간자(1997년4월~2002년11월)
1997년 3월 20일에 프린스와 에스페로의 후속 차종으로 발표되어 같은 해 4월 1일부터 판매가 시작되었다. 1998년 2월 16일에는 영업용 택시가 추가되었다. 출시 당시 신선한 디자인으로 주목 받아 기아 크레도스를 누르고, 현대 쏘나타 Ⅲ에게 위협적인 상대가 되었다. 그러나 출시 이후에 예상치 못한 대우그룹의 부도 문제와 해체, 현대 EF 쏘나타와 기아 옵티마 및 르노삼성 SM5 등 새로운 경쟁 차종이 출시되어 레간자의 입지가 좁아졌다. 1999년 12월에 새로운 중형 차종이자, 상급 차종인 매그너스가 출시된 이후에는 고급 사양을 없애고 가격을 낮추어 2002년 11월 8일에 매그너스와 통합되는 형식으로 단종될 때까지 저가형 중형차와 택시로 매그너스와 병행 판매되었다.
로얄 시리즈와 프린스 등 20년이 넘는 기간 동안 대우자동차의 중형차는 후륜구동 방식이었으나, 레간자는 대우자동차 최초의 전륜구동 방식으로 된 중형차이다.
레간자는 'elegante'(우아함)과 'forza'(힘)이라는 이탈리아어가 합쳐져 소리 없이 조용하고, 우아한 힘을 지닌 자동차라는 의미 외에 '來強者'(래강자, 새롭게 다가온 강자)라는 의미도 담고 있다.
엔진은 1.8L, 2.0L, 2.2L이다. 독일 ZF 사의 자동변속기에는 급출발 방지 장치(BTSI)가 장착되어 있다.
해외 시장의 경우, 동유럽 등 여러 국가에서 호조세를 보였고 폴란드와 루마니아에서 현지 생산되었다.

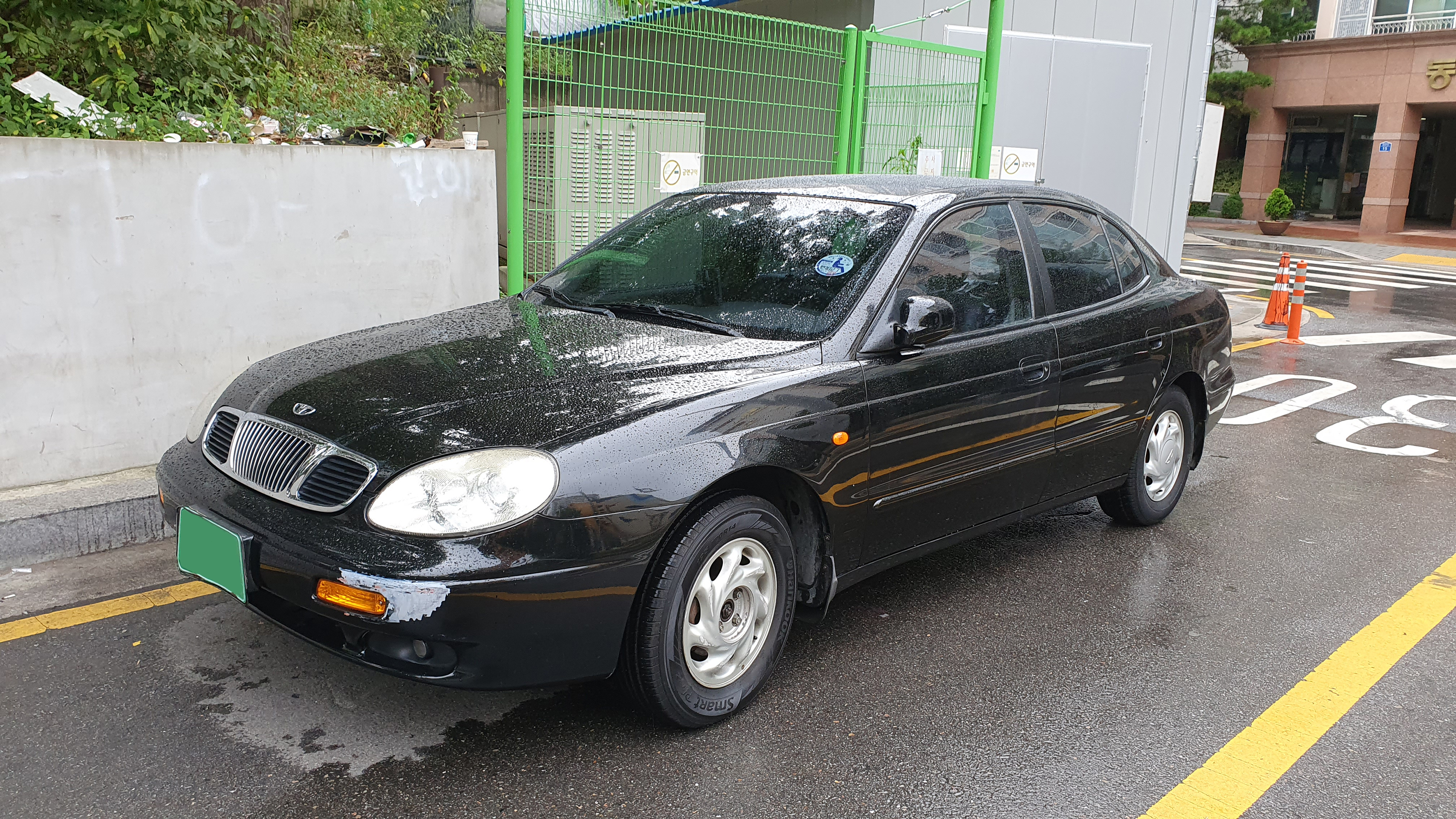
대우 레간자 정측면
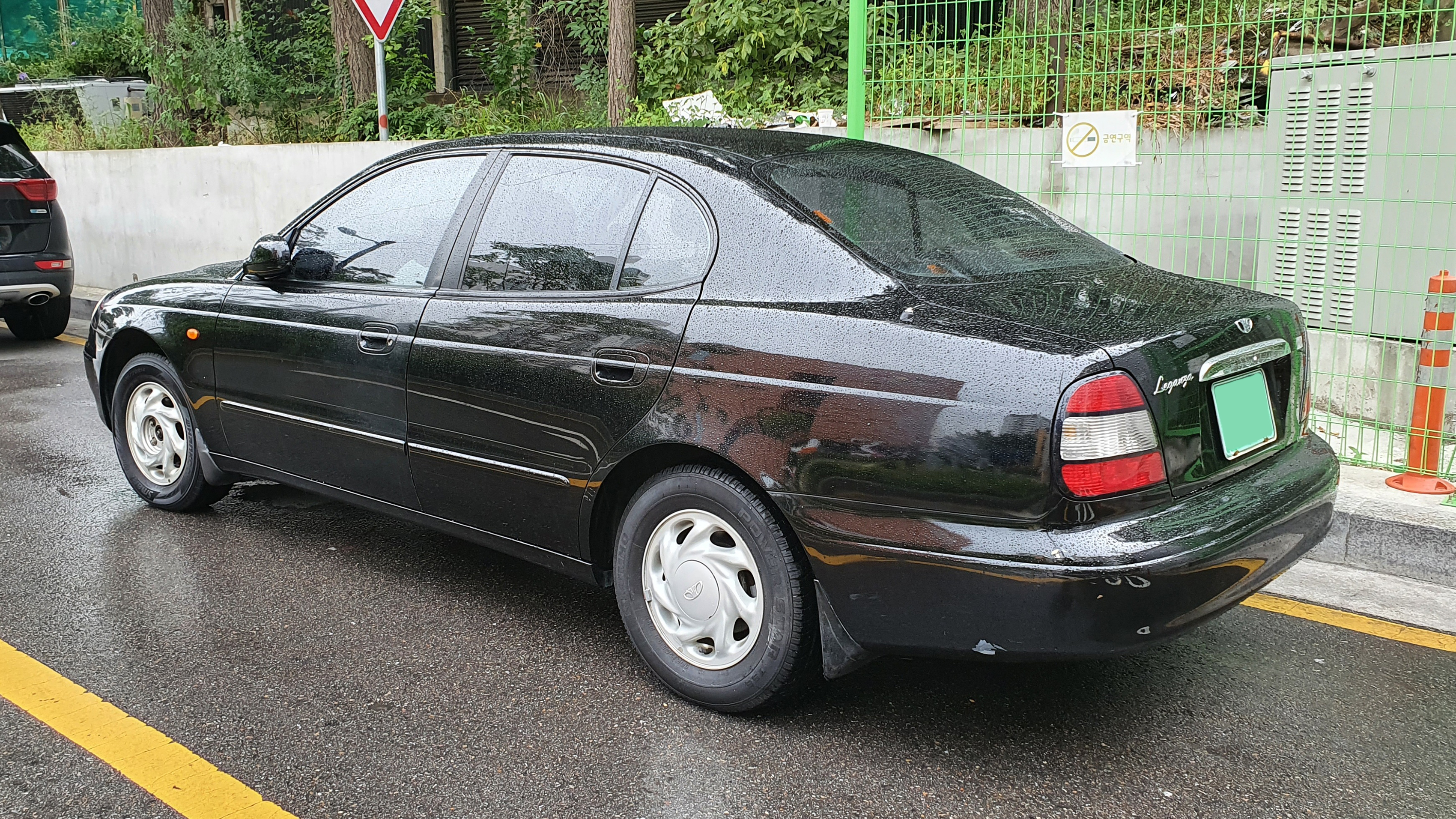
대우 레간자 후측면

## 제원
- 전장(mm) : 4,671(1997년~1998년)/4,670(1998년~2002년)
- 전폭(mm) : 1,779(1997년~1998년)/1,780(1998년~2002년)
- 전고(mm) : 1,437(1997년~1998년)/1,435(1998년~2002년)
- 축거(mm) : 2,670
- 윤거(전, mm) : 1,515
- 윤거(후, mm) : 1,507/1,500(1.8 SOHC)
- 승차정원 : 5명
- 변속기 : 수동 5단/자동 4단
- 구동형식 : 전륜 구동

| 구분               | 1.8L SOHC              | 1.8L SOHC              | 1.8L DOHC                             | 2.0L SOHC              | 2.0L DOHC                             | 2.2L DOHC  |
| ------------------ | ---------------------- | ---------------------- | ------------------------------------- | ---------------------- | ------------------------------------- | ---------- |
| 엔진 형식          | C18NED                 | F18S2                  | C18SED                                | C20NED                 | C20SED                                | C22SED     |
| 연료               | 가솔린                 | 가솔린                 | 가솔린                                | 가솔린                 | 가솔린                                | 가솔린     |
| 배기량(cc)         | 1,796                  | 1,761                  | 1,799                                 | 1,998                  | 1,998                                 | 2,198      |
| 최고출력(ps/rpm)   | 105/5,400              | 103/5,400              | 137/5,600 (이후 131/5,600으로 변경)   | 110/5,200              | 146/5,600 (이후 141/5,400으로 변경)   | 142/5,200  |
| 최대토크(kg*m/rpm) | 15.4/3,200             | 15.2/2,800             | 18.4/4,600 (이후 17.1/4,600으로 변경) | 17.2/3,000             | 20.1/4,600 (이후 18.8/4,600으로 변경) | 20.5/4,000 |
| 연비(km/l)         | 13.3(수동)/ 12.2(자동) | 13.6(수동)/ 10.9(자동) | 13.4(수동)/ 11.3(자동)                | 12.7(수동)/ 11.6(자동) | 13.5(수동)/ 11.7(자동)                | 10.4(자동) |

## 미디어 속의 레간자

### 영화
- 투캅스 3에서는 이형사(김보성 분)와 최형사(권민중 분)의 차량으로 레간자(그라나다 블랙 1.8L DOHC)가 등장하였다.
- 쉬리에서는 유중원(한석규 분)의 애마로 나와 자동차 씬에서 비중있게 출연한다.

### 드라마
- 진실에서는 박승재(손지창 분)의 차량으로 레간자 블랙이 등장하였다.
- 세 친구에서는 정웅인(정웅인 분)의 차량으로 레간자(카키베이지 2.0L 울트라)가 등장하였다.
- 응답하라 1997에서는 정은지가 연기한 주인공 성시원의 아버지인 성동일이 타는 차로 등장했다. 그 당시에는 나름 최신형 차량인데 휠커버가 벗겨진 것이 포인트.

### 기타
- KBS 아나운서 출신이었던 방송인 손범수가 1997년 초 프리랜서를 선언한 이후 1998년 운전을 한 것으로 보인다.

### 게임
- 레이시티에서는 구매 및 운전이 가능한 차량으로 등장하였고, 트래픽카로도 나왔다.